# Lyman (Nebraska)
Lyman és una població dels Estats Units a l'estat de Nebraska. Segons el cens del 2000 tenia 421 habitants.

## Demografia
Segons el cens del 2000, Lyman tenia 421 habitants, 162 habitatges, i 106 famílies. La densitat de població era de 416,8 habitants per km².
Dels 162 habitatges en un 31,5% hi vivien nens de menys de 18 anys, en un 51,2% hi vivien parelles casades, en un 8,6% dones solteres, i en un 34% no eren unitats familiars. En el 29,6% dels habitatges hi vivien persones soles el 15,4% de les quals corresponia a persones de 65 anys o més que vivien soles. El nombre mitjà de persones vivint en cada habitatge era de 2,6 i el nombre mitjà de persones que vivien en cada família era de 3,23.
Per edats la població es repartia de la següent manera: un 29,9% tenia menys de 18 anys, un 6,7% entre 18 i 24, un 23% entre 25 i 44, un 22,3% de 45 a 60 i un 18,1% 65 anys o més.
L'edat mediana era de 36 anys. Per cada 100 dones de 18 o més anys hi havia 89,1 homes.
La renda mediana per habitatge era de 23.571 $ i la renda mediana per família de 27.969 $. Els homes tenien una renda mediana de 26.250 $ mentre que les dones 14.107 $. La renda per capita de la població era de 13.080 $. Aproximadament el 20,6% de les famílies i el 27,3% de la població estaven per davall del llindar de pobresa.

## Poblacions més properes
El següent diagrama mostra les poblacions més properes.